# شاشة ثلاثية الأبعاد
شاشة ثلاثية الأبعاد أو ثري دي (بالإنجليزية: 3D - Three Dimensional Display) هو التلفزيون الذي ينقل عمق الإدراك للمشاهد من خلال توظيف تقنيات مثل العرض المجسم والعرض المتعدد والعمق الثنائي الزائد.